# Philippe Tailliez

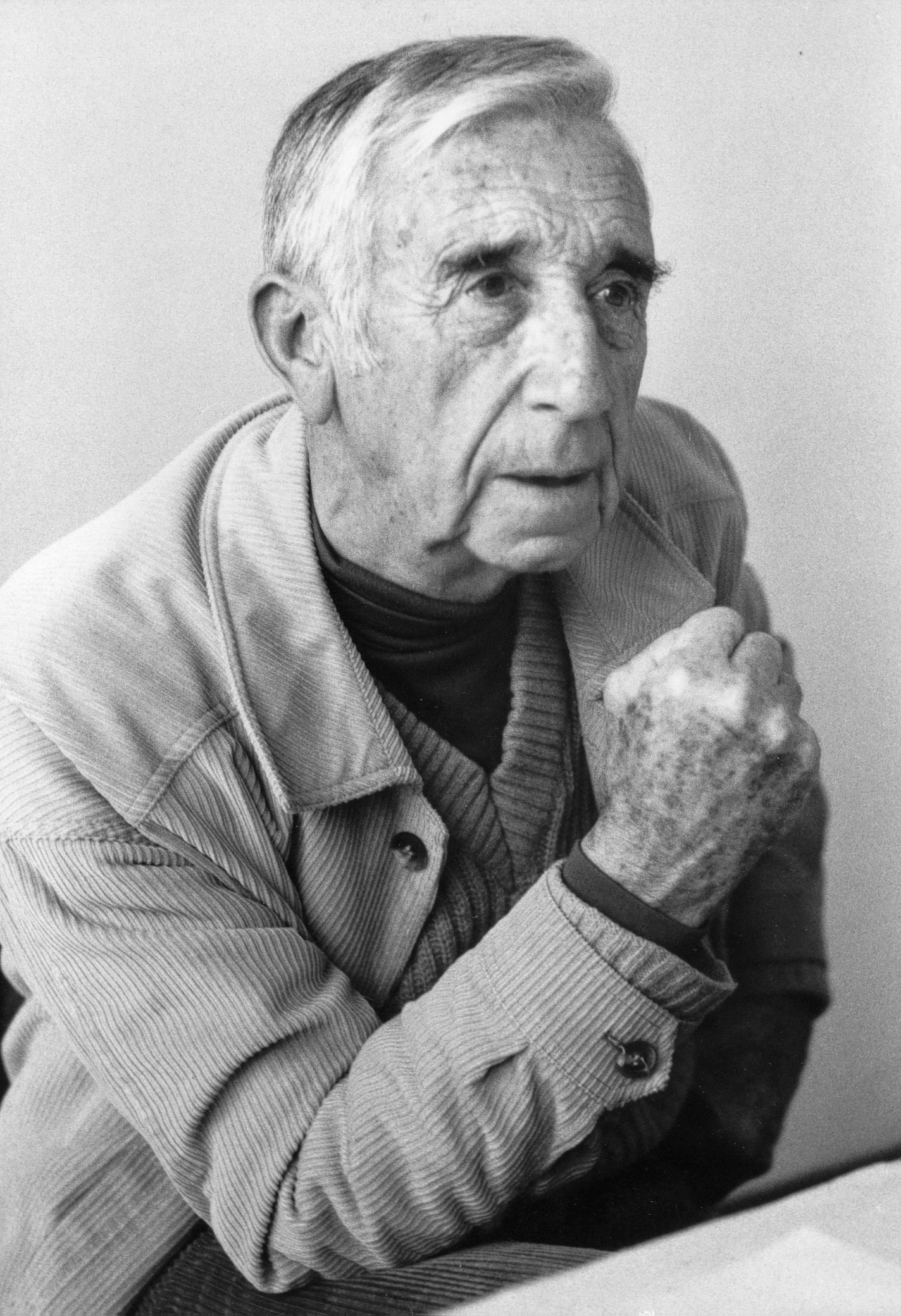
Philippe Tailliez, 1982

Philippe Tailliez (* 15. Juli 1905 in Malo-les-Bains; † 26. September 2002 in Toulon) war ein französischer Seemann, Sporttaucher und Schriftsteller. Er war gemeinsam mit Frédéric Dumas und Jacques-Yves Cousteau Pionier im Tauchen mit Druckluftflaschen.

## Leben
Als Sohn eines Seemanns verbrachte Philippe Tailliez seine Jugend in Dunkerque und der Bretagne. Schon als Kind faszinierten ihn die Geschichten der Perlentaucher in Tahiti. Als er die Marineschule abschloss, wurde er 1924 nach Toulon versetzt, wo er sich für das Freitauchen und Unterwasser-Fotografie begeisterte. Er wurde Marine-Tauch-Champion. Die Philosophie des Schweizer Naturisten Jacques Grob, den er in Carqueiranne bei Toulon traf, inspirierte ihn und machte ihm die Zerbrechlichkeit des Meeresgleichgewichtes klar. Er schrieb dazu 1937 « Das fruchtbare farbenreiche und von Fischen genutzte Küstenband des Mittelmeeres ist nicht breiter als ein Binnenfluss. » Tailliez lernte den jungen Marinefähnrich Jacques-Yves Cousteau kennen, der Unterwasserfilme drehen wollte. Allerdings waren im Zweiten Weltkrieg in Frankreich keine Möglichkeiten der Realisierung vorhanden, so dass ihm der Deutsche Hans Hass, der 1939 auf den Antillen den ersten Unterwasserfilm drehte, zuvorkam. 1938 stieß Frédéric Dumas zu der Gruppe, die Tailliez in einem Buch 1975 „Les Trois Mousquemers“ in Anlehnung an Die drei Musketiere nannte.
Bedingt durch den Zweiten Weltkrieg gelang es der Gruppe erst 1942 freitauchend den ersten französischen Unterwasserfilm mit dem Titel Par dix-huit mètres de fond zu drehen. Diesem folgte im Jahr darauf Epaves. Der Film hinterließ einen großen Eindruck bei der französischen Admiralität, diese ernannte Tailliez 1945 zum Direktor der „Groupe de Recherches Sous-Marines“ (GERS), einer Einrichtung der Marine, die Unterwasser-Tauchtechnik weiterentwickeln sollte. Gleichzeitig standen er und seine Gruppe in engem Kontakt mit Auguste Piccard, mit dem er 1948 vor den Kapverdische Inseln den ersten Bathyscaphen, die FNRS-2 testete. Diese Abenteuer beschrieb er in seinem Buch „Plongée sans cable“.
1949 ging er nach Indochina und überließ die Direktion der GERS Cousteau und Jean Alinat. Nach seiner Rückkehr stürzte er sich mit dem Deutschen Hans Sellner in das innovative technische Abenteuer der Entwicklung des Tauchbootes „Aquarius“, das mit flüssiger Luft anstelle von Benzin als Füllung des Auftriebskörpers betrieben werden sollte. Aus Mangel an Geld war dieses Boot technisch unvollkommen und ging beim ersten Tauchversuch unter. 1955 wurde er Kommandant der französischen Rheinflotte, die in Bingen am Rhein stationiert war. Unweit dieses Standorts unternahm er den ersten Tauchversuch am Binger Loch. Nach seinem Austritt aus der Marine 1960 beschäftigte er sich mit den Umweltproblemen des Meeres und wurde u. a. 1964 Gründungsmitglied des Wissenschaftskomitees des Nationalpark Port-Cros und des „Ozeanografischen Instituts Paul Ricard“ auf der Insel Île des Embiez.

## Werke
- In den Tiefen der Meere. Ullstein, Wien 1956, OCLC 720386747
- Abenteuer auf dem Meeresgrund, Hallwag, Stuttgart Bern, 1970, OCLC 73890134

von Philippe Tailliez
- La plongée en scaphandre, co-auteurs Ph. Tailliez, F.Dumas, J.Y. Cousteau, J. Alinat, F. Devilla, Éd. Elzevir, 1949. Ein Handbuch des Tauchsports (französisch)
- La plongée, coauteurs Ph. Tailliez, F. Dumas, J.Y. Cousteau, J. alinat, F. Devilla, Éd. Arthaud, 1955. 1960 und 1967 neu herausgegeben.
- Plongées sans câble, Philippe Tailliez, Éd. Arthaud, 1954. Prix Nautilus.
- Nouvelles plongées sans câble, Éd. Arthaud, 1960.
- Aquarius, Philippe Tailliez, Éd. France Empire, 1961. Prix de l’Académie de Marine.
- Nouvelles plongées sans câble (1943 à 1966), Éd. Arthaud, 1967.
- Plongées sans câble, Édition Edisud 1998, ISBN 978-2-7449-0033-4
- Les Forces Maritimes du Rhin, Éd. Carré Blanc, 2007.

über Philippe Tailliez
- Philippe Tailliez, le père de la plongée, Patrick Mouton, Glénat, 1993
- Philippe Tailliez, pionnier de la plongée, les cahiers d’Océanorama, inst P. Ricard, 1995